# Mitterrand confidentiel
Production
Diffusion
Mitterrand confidentiel est une série télévisée française réalisée par Antoine Garceau d'après un scénario de Stéphane Pannetier.
Cette fiction politique est une coproduction de Mother Production et France Télévisions.

## Distribution
- Denis Podalydès : François Mitterrand
- Valérie Karsenti : Danielle Mitterrand
- Judith Chemla : Anne Pingeot
- Baptiste Carrion Weiss : François Mitterrand jeune
- Pauline Briand : Danielle Mitterrand jeune
- Léa Lopez : Anne Pingeot jeune
- Marie Denarnaud : Anne Lauvergeon
- Suzanne Jouannet : Mazarine Pingeot

## Production

### Genèse et développement
Cette fiction politique est une coproduction de Mother Production et France Télévisions pour France 2,.
Son point de départ est le scandale provoqué par la publication, en septembre 1994, du livre de Pierre Péan Une jeunesse française, dont la couverture montrait François Mitterrand et le maréchal Pétain pendant l'Occupation,,,,,,,,.
La série est créée et écrite par Stéphane Pannetier et réalisée par Antoine Garceau,,,.
La production est assurée par Harold Valentin et Aurélien Larger.

### Attribution des rôles
Le rôle de l'ancien président de la République française François Mitterrand est tenu par Denis Podalydès, un sociétaire de la Comédie française qui a précédemment incarné Nicolas Sarkozy dans le film La Conquête de Xavier Durringer en 2011,,,,.

### Tournage
Le tournage de la série se déroule du 2 juin au 31 juillet 2025 à Paris et dans le département français des Landes en région Nouvelle-Aquitaine,,,,,.

### Fiche technique
Sauf indication contraire, les informations mentionnées dans cette section peuvent être confirmées par les bases de données cinématographiques  présentes dans la section « Liens externes ».
- Titre français : Mitterrand confidentiel
- Genre : fiction politique
- Création : Stéphane Pannetier[11]
- Réalisation : Antoine Garceau[1],[2],[3],[8]
- Scénario : Stéphane Pannetier[1],[2]
- Production : Harold Valentin et Aurélien Larger[2]
- Sociétés de production : Mother Production et France Télévisions[1],[2]
- Société de distribution : France Télévisions[1],[3],[5],[6],[7]
- Pays de production :  France
- Langue originale : français
- Format : couleur
- Nombre de saisons : 1
- Nombre d'épisodes[1],[4],[5],[7] : 4
- Durée : 52 minutes[1],[4],[5],[7]
- Dates de première diffusion :